# Plaça de Bous de Bocairent
La Plaça de Bous de Bocairent és la plaça de bous més antiga del País Valencià. Construïda el 1843, és una peça única i singular per la seua originalitat, ja que està excavada en la seua major part en roca viva. La configuració muntanyosa del terreny dota a la plaça d'una peculiar distribució que fa que es puga accedir a pis pla tant a la porta d'arrossegament com a la llotja presidencial en el més alt. El seu aforament actual és de 3.760 localitats. Disposa de 6 corrals, escorxador, infermeria i capella.
La idea de la construcció de la Plaça de Bous fou de D. Manuel López Rovira, enguerí i instal·lat a Bocairent, on va tindre una fàbrica de draps. Durant la primera mitat del segle xix, la indústria tèxtil va patir una forta crisi i per a remeiar la desocupació existent, en una reunió del gremi local se li va ocórrer la idea de construir una plaça de bous.
I així, els obrers tèxtils van canviar les llançadores per pics i va començar el desmunt del motícul anomenat "la Serreta" i dia a dia, van anar apareixent grades irregulars; fins als mateixos refugis van ser excavats dins de la roca, al peu de les localitats de barrera.
Actualment es continuen realitzant corregudes de bous a més d'activitats culturals, esportives o festives en època estival.